# میسائل رودریگز
میسائل رودریگز (اسپانیایی: Misael Rodríguez‎؛ زادهٔ ۷ آوریل ۱۹۹۴) بوکسور اهل مکزیک است.